# 金檀镇
金檀镇，原为金檀乡，是中华人民共和国四川省达州市达川区曾经下辖的一个镇。2019年12月，撤销金檀镇，将所属行政区域划归管村镇管辖。

## 行政区划
金檀镇撤销前下辖以下地区：
街道社区、明珠村、罗坪村、金窝村、南泥村、二梯村、龙凤村、扈坪村和杨岩村。